# 1936 год в спорте
Список 1936 год в спорте описывает спортивные события, произошедшие в 1936 году.

## СССР
- Всесоюзный волейбольный праздник 1936;
- Чемпионат СССР по боксу 1936;
- Чемпионат СССР по классической борьбе 1936;
- Чемпионат СССР по лёгкой атлетике 1936;

### Футбол
- Чемпионат СССР по футболу 1936 (весна);
- Чемпионат СССР по футболу 1936 (осень);
- Чемпионат Украинской ССР по футболу 1936 (весна);
- Кубок СССР по футболу 1936;
- Созданы футбольные клубы:
  - АСМК;
  - «Динамо» (Ереван);
  - «Динамо» (Челябинск);
  - «Ижевск»;
  - «Кировец» (Макеевка);
  - «Локомотив» (Калуга);
  - «Локомотив» (Лиски);
  - «Локомотив» (Тбилиси);
  - «Локомотив» (Харьков);
  - «Лори»;
  - «Машук-КМВ»;
  - ОДО (Свердловск);
  - «Самтредиа»;
  - ЦСКА-2 (Москва);
  - «Чайка» (Севастополь);
  - «Черноморец» (Одесса);
  - «Чихура»;
  - «Шахтёр»(Донецк).

## Международные события
- Чемпионат Европы по фигурному катанию 1936;
- Чемпионат мира по фигурному катанию 1936;
- Чемпионат мира по хоккею с шайбой 1936;

### Зимние Олимпийские игры 1936
- Бобслей;
- Горнолыжный спорт;
- Конькобежный спорт;
- Лыжное двоеборье;
- Лыжные гонки;
- Прыжки с трамплина;
- Соревнования военных патрулей;
- Фигурное катание;
  - Одиночное катание (женщины);
  - Одиночное катание (мужчины);
  - Парное катание;
- Хоккей;
- Медальный зачёт;

### Летние Олимпийские игры 1936
- Академическая гребля на летних Олимпийских играх 1936;
- Баскетбол на летних Олимпийских играх 1936;
- Бейсбол на летних Олимпийских играх 1936;
- Бокс на летних Олимпийских играх 1936;
- Борьба на летних Олимпийских играх 1936;
- Велоспорт на летних Олимпийских играх 1936;
- Водное поло на летних Олимпийских играх 1936;
- Гандбол на летних Олимпийских играх 1936;
- Гребля на байдарках и каноэ на летних Олимпийских играх 1936;
- Конный спорт на летних Олимпийских играх 1936;
- Лёгкая атлетика на летних Олимпийских играх 1936;
- Парусный спорт на летних Олимпийских играх 1936;
- Плавание на летних Олимпийских играх 1936;
- Планёрный спорт на летних Олимпийских играх 1936;
- Поло на летних Олимпийских играх 1936;
- Прыжки в воду на летних Олимпийских играх 1936;
- Современное пятиборье на летних Олимпийских играх 1936;
- Спортивная гимнастика на летних Олимпийских играх 1936;
- Стрельба на летних Олимпийских играх 1936;
- Тяжёлая атлетика на летних Олимпийских играх 1936;
- Фехтование на летних Олимпийских играх 1936;
- Футбол на летних Олимпийских играх 1936;
- Хоккей на траве на летних Олимпийских играх 1936;
- Итоги летних Олимпийских игр 1936 года.

### Шахматы
- Москва 1936;
- Неофициальная шахматная олимпиада 1936;
- Ноттингем 1936;
- Подебрады 1936;